# سیلویو رودمن
سیلویو رودمن (انگلیسی: Silvio Rudman؛ زادهٔ ۳ مهٔ ۱۹۶۹) بازیکن فوتبال اهل آرژانتین است.
از باشگاه‌هایی که در آن بازی کرده‌است می‌توان به باشگاه اتلتیکو ایندپندینته، باشگاه فوتبال بوکا جونیورز، باشگاه فوتبال ال پورونیر، باشگاه فوتبال الچه، باشگاه فوتبال یوکوهاما فلگلز، باشگاه فوتبال پادوا، کلمبوس کرو، و باشگاه فوتبال آرژانتینوس جونیورز اشاره کرد.